# Дионисий Обнорский
Дионисий Обнорский (? — 1538) — святой Русской Православной Церкви, почитается в лике преподобномучеников. Насельник Павло-Обнорского монастыря на берегу реки Нурмы неподалёку от её впадения в Обнору (территория современного Гря́зовецкого района Вологодской области).

## Мученичество
Будучи насельником Павло-Обнорского монастыря, первым из числа Обнорских преподобномучеников пострадал от казанских татар при нашествии на Вологодские земли в январе 1538 года, во время разорения Павло-Обнорского монастыря.
В житии Павла Обнорского в чуде 20-м «О нахождении варваров и о пленении обители преподобного» указано, что во время вечернего чтения часов в трапезной старец Даниил увидел приближавшихся к монастырю конных татар. Монахи стали прощаться друг с другом и «начаша на себе схимы налагати». Дионисию, выбежавшему из трапезной, татары отрубили голову.